# Lauzon (Bollène)
Der Lauzon ist ein Fluss in Frankreich, der in den Regionen Auvergne-Rhône-Alpes und Provence-Alpes-Côte d’Azur verläuft. Er entspringt im Gemeindegebiet von Chamaret, entwässert generell in südwestlicher Richtung und mündet nach rund 18 Kilometern im Gemeindegebiet von Bollène als linker Zufluss in den  Canal de Donzère-Mondragon, einen Abkürzungskanal der Rhône. Auf seinem Weg durchquert der Lauzon die Départements Drôme und Vaucluse.

## Orte am Fluss
- Montségur-sur-Lauzon
- Solérieux
- Bollène

## Geschichte
Vor der Errichtung des Canal de Donzère-Mondragon, Mitte des 20. Jahrhunderts, verlief der Lauzon weiter bis an die Rhône, in die er gegenüber von Pont-Saint-Esprit einmündete. Dieser Abschnitt wird heute als gesondertes Gewässer betrachtet, siehe auch Hauptartikel Lauzon (Rhône).